# لاستلی
لاستلی (به انگلیسی: Lustleigh) یک روستا و محله مدنی در بریتانیا است که در Teignbridge واقع شده‌است. لاستلی ۶۰۰ نفر جمعیت دارد.